# Sebastian Eriksson
Sebastian Eriksson (* 31. Januar 1989 in Brålanda) ist ein ehemaliger schwedischer Fußballspieler.

## Sportlicher Werdegang
Eriksson spielte in der Jugend bei Åsebro IF, ehe er sich Anfang 2006 der Nachwuchsabteilung des IFK Göteborg anschloss. Im Sommer 2007 rückte er in den Profikader des Klubs auf, kam aber zunächst nicht zum Einsatz. Dennoch unterzeichnete er kurz vor Jahresende seinen ersten Profivertrag, der bis Ende 2011 gültig war. Nachdem er anfänglich weiterhin Ergänzungsspieler war, eroberte er sich im Laufe der Spielzeit 2008 einen Stammplatz in der Abwehrkette des Göteborger Klubs. Damit spielte er sich zudem in die schwedische U-21-Auswahl. Während er sich bei seinem Klub als Stammspieler festsetzte, war er in der Jugendauswahl zunächst Ergänzungsspieler. Folglich verpasste er die Teilnahme an der U-21-Europameisterschaft 2009, bei der er als Ersatzspieler im Falle eines Verletzungsfalles im Vorfeld des Turniers zur Verfügung stand. Als Vertreter des jüngeren Jahrgangs etablierte er sich im Anschluss an das Turnier auch in der Auswahlmannschaft und stand zudem im Kader der A-Nationalmannschaft für die Auftaktländerspiele 2010. Beim 1:0-Erfolg gegen die Nationalmannschaft des Oman durch ein Tor von Anders Svensson am 20. Januar debütierte er in der Mannschaft. Während er bei seinem Klub vertretungsweise zeitweise zum Mannschaftskapitän aufgestiegen war, hielt er sich im erweiterten Kader der Nationalelf.
Im Sommer 2011 verletzte sich Eriksson schwer, als er im Duell mit IF Elfsborgsich einen Kreuzbandriss zuzog. Ende August 2011 wurde er dennoch für eine Saison an Cagliari Calcio verliehen. Verletzungsbedingt fiel er nahezu die komplette Spielzeit in Italien aus, sein Meisterschaftsdebüt absolvierte er als Einwechselspieler im letzten Saisonspiel. Dennoch nahm ihn Cagliari Calcio Anfang Juli 2012 fest unter Vertrag. Nach einem Trainerwechsel von Ivo Pulga zu Diego López saß er zu Beginn der Spielzeit 2013/14 anfangs auf der Ersatzbank, konnte sich aber trotz einer kurz nach seinem Startelfdebüt gegen den FC Turin im November zugezogenen Verletzung im letzten Saisondrittel unter Rückkehrer Pulga in der Mannschaft etablieren und mit 20 Ligaspielen zum Klassenerhalt beitragen. Zdeněk Zeman übernahm im Sommer 2014 das Traineramt, unter dem Eriksson keine Berücksichtigung mehr fand.
Anfang 2015 kehrte Eriksson als Leihspieler zu IFK Göteborg zurück und wurde im Sommer vom schwedischen Klub endgültig unter Vertrag genommen, sein Arbeitspapier erstreckte sich bis 2018. Kurz zuvor hatte er im Mai mit der Mannschaft um Mannschaftskapitän Mattias Bjärsmyr, Torwart John Alvbåge, Gustav Svensson, Thomas Rogne und Emil Salomonsson im Endspiel um den schwedischen Pokalwettbewerb 2014/15 nach Treffern von Søren Rieks und Lasse Vibe bei einem Gegentor von Ayanda Nkili mit einem 2:1-Erfolg über Örebro SK den Titel gewonnen. Am Ende der Spielzeit 2015 wurde er zudem mit dem Klub hinter IFK Norrköping Vizemeister, anschließend kehrte er Anfang 2016 nach fünfjähriger Abstinenz in die Nationalmannschaft zurück, beim 1:1-Remis gegen Estland im Januar 2016 legte er Mikael Ishak den Ausgleichstreffer auf. Am 10. Januar bestritt er beim 3:0-Erfolg über Finnland das letzte seiner sieben Länderspiele. In den folgenden Jahren blieb er unter Trainer Jörgen Lennartsson beim Göteborger Stammspieler, der Klub rutschte jedoch in der Tabelle ab. Unter Lennartssons Nachfolgern Alf Westerberg und Poya Asbaghi stand er mittlerweile zum Mannschaftskapitän aufgestiegen weiterhin regelmäßig auf dem Feld, ehe er im Sommer 2018 erneut den Weg ins Ausland suchte und sich dem griechischen Klub Panetolikos in der Super League anschloss.
Eriksson war zu Beginn der Spielzeit 2018/19 auf Anhieb Stammspieler unter Trainer Traianos Dellas und bestritt die ersten sechs Saisonspiele, ehe er verletzungsbedingt ausfiel. Nach Wiedergenesung fand er keine Berücksichtigung mehr, zudem fand sich die Familie nicht in Griechenland zurecht. Anfang 2019 löste er daher seinen Vertrag beim Klub, um nach Schweden zurückzukehren. Mitte Februar 2019 unterzeichnete er erneut einen Vertrag bei IFK Göteborg.
Im Januar 2020 wechselte Eriksson erneut ins Ausland und schloss sich dem CFC Genua an. In der aufgrund der Auswirkungen der COVID-19-Pandemie in Italien überschatteten Rückrunde der Spielzeit 2019/20 schwankte er zwischen Ersatzbank und Tribüne, dabei konnte er keinen Pflichtspieleinsatz bis zum verspäteten Ende der Saison im August verzeichnen. 
Im August 2020 kehrte Eriksson erneut zum IFK Göteborg zurück, wo er einen bis Ende 2022 gültigen Vertrag unterzeichnete. Zeitweise wieder Mannschaftskapitän, verpasste er weite Teile der Spielzeiten 2021 und 2022 aufgrund eines Achillessehnenrisses und der anschließenden Rekonvaleszenz. Im November 2022 verlängerte er seinen Kontrakt um ein weiteres Jahr. In der vom Abstiegskampf geprägten Spielzeit 2023, in der unter den Cheftrainern Mikael Stahre, dem Trainerduo William Lundin und Alexander Tengryd sowie Jens Berthel Askou verschiedene Trainerteams für die Mannschaft zuständig waren, rückte er zunehmend ins zweite Glied. Nach Auslaufen des Vertrags Ende 2023 verkündete er im Februar des folgenden Jahres offiziell sein Karriereende.